# El payaso (Renoir)
El payaso (en francés: Clown au cirque o Le clown musical) es una pintura de Pierre-Auguste Renoir de 1868. Es una de las pocas obras de Renoir que se encuentra en una colección holandesa: el Museo Kröller-Müller. El hombre representado en esta obra era John Price.

## Presentación
En 1868, Renoir fue comisionado por el dueño de una cafetería en el Boulevard des Filles-du-Calvaire en París para hacer una decoración para la pared. Se inspiró en el cercano Cirque d'hiver (Circo de invierno), que fue inaugurado en 1852 por Napoleón III. Se le ofreció un pago de 100 francos por la obra, pero el propietario se declaró en quiebra, por lo que el lienzo permaneció en posesión de Renoir. 
Aunque la pintura tiene puntos débiles, como los espectadores descuidadamente representados, el payaso con un violín y un arco en la mano está fuertemente representado. La pintura de Renoir a este respecto se asemeja a los grandes retratos de Édouard Manet, como Victorine Meurent en traje de torero. Esta pintura de 1862 también muestra a un artista en una pose algo similar contra un fondo incompleto.

## Historial de propietarios
En noviembre de 1905, el comerciante de arte Ambroise Vollard vendió la obra a Alexandre Berthier, cuarto príncipe de Wagram en París. Luego, Vollard recupera la pintura porque no se realizó el pago. Pasa a ser propiedad de Karl Stemheim en Múnich. Hasta 1919 fue propiedad de Théa Stemheim, La Hulpe en Bélgica y a partir del 11 de febrero de 1919 fue vendido a Helene Kröller-Müller, La Haya.

## Imágenes

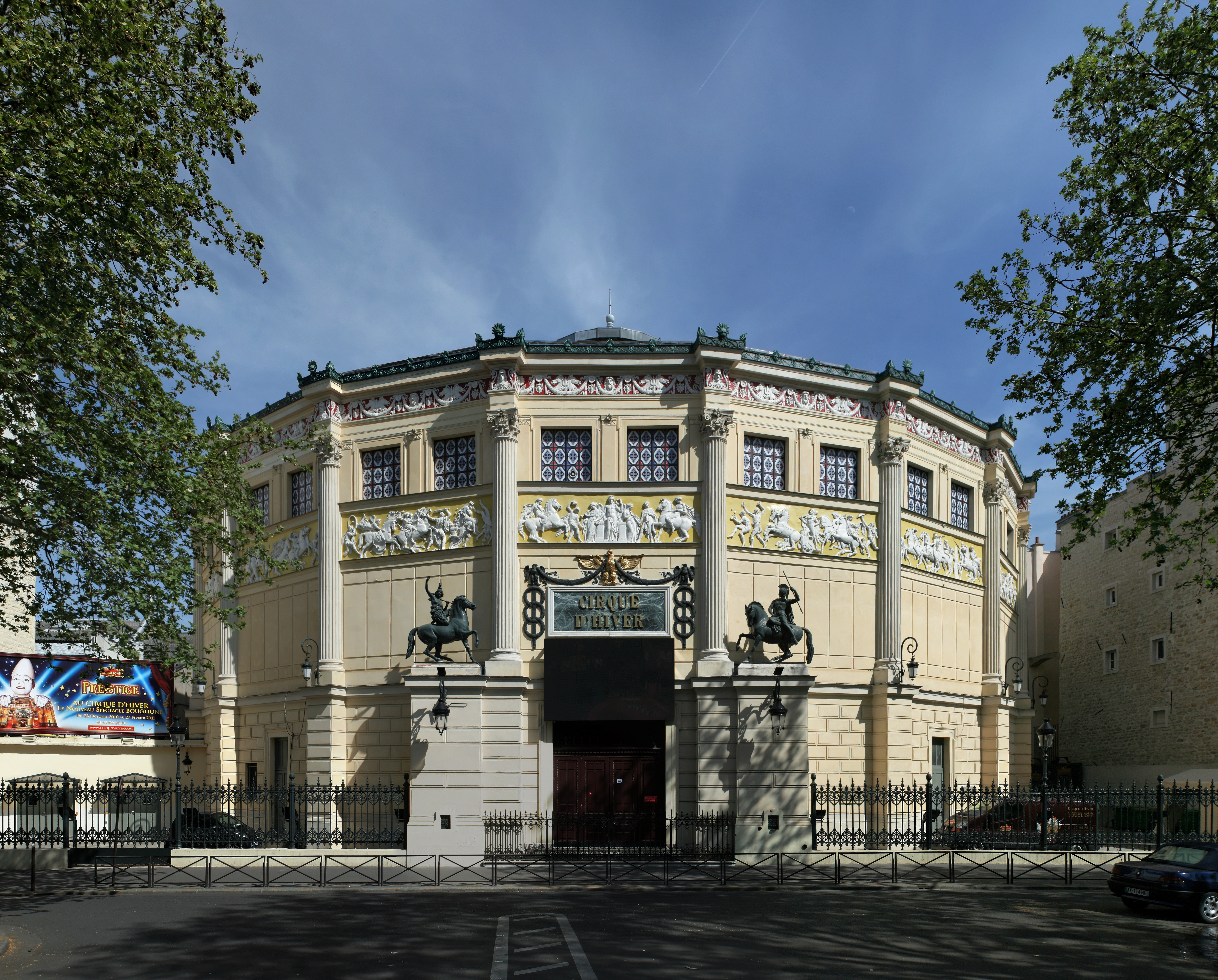
Cirque d'hiver, París (Fundado en 1852)
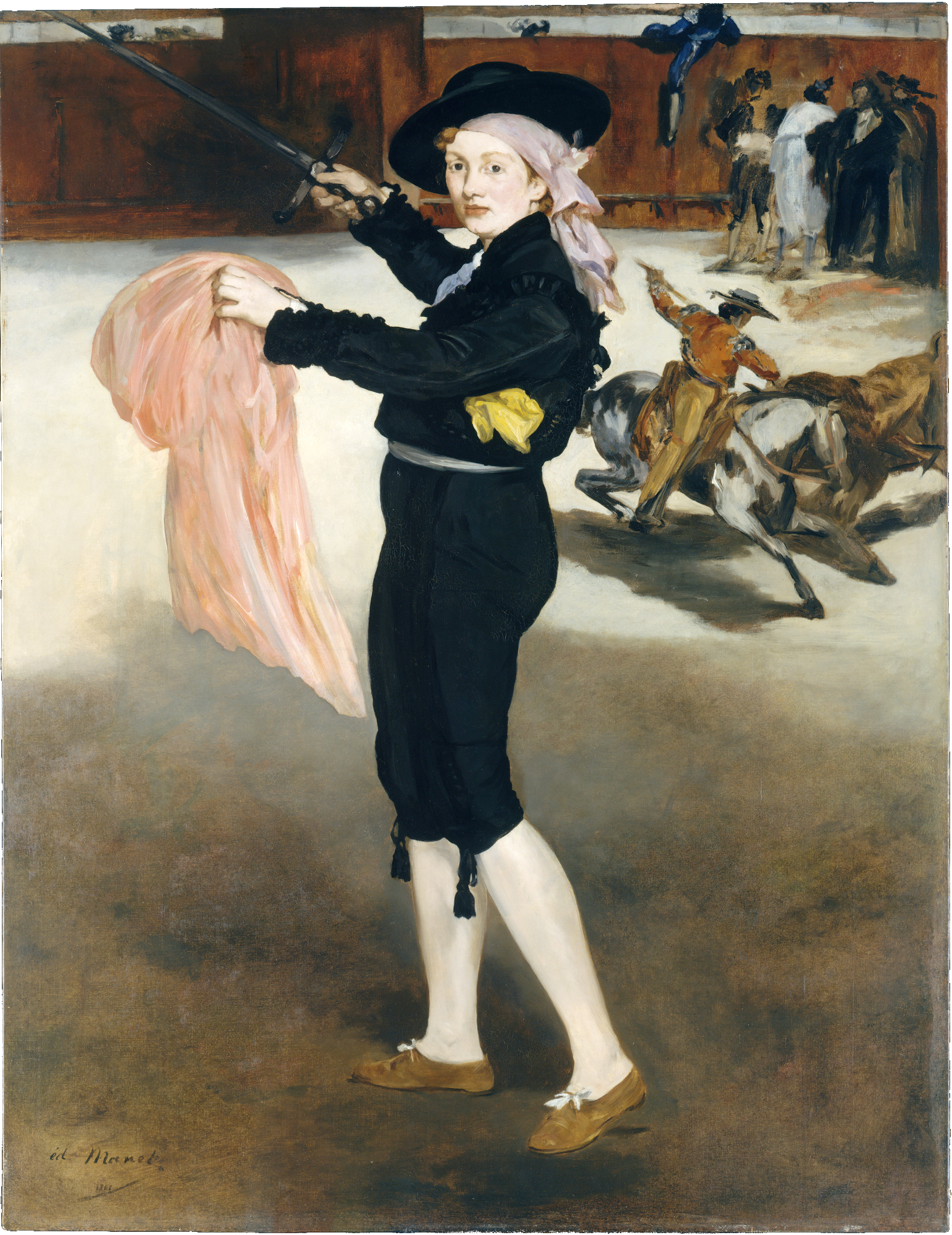
Victorine Meurent en traje de torero - Édouard Manet